# 熊季光 (1900年)
熊季光（1900年—1973年），曾用名作莹、楚芸，女，湖南浏阳人，中国共产党早期领导人之一。郭春涛之妻。

## 生平
1918年，从湖南长沙周南女子中学本科师范第三班毕业，和蔡畅、向警予同学。曾参加新民学会。1920年春赴法国留学，入蒙达尼女子公学学习。在法国期间参加旅欧团支部，负责工人运动事宜。和北京大学毕业后留法的湖南老乡郭春涛结为夫妻。1924年9月至12月，任中国共产主义青年团旅欧区执行委员会编译委员会委员，1925年1月，任主任。1924年12月，旅欧中国共产主义青年团举行第六次代表大会后，又扩大执行委员会的决定，支部下属宣传部设副主任6人，和费子衡、邓希贤被确定为司理工人运动事宜，后被法国遣返回国，后在中共中央机关工作。1926年秋至1927年5月，任中共湖南区执行委员会妇女运动委员会书记。1927年4月至5月，参加中国共产党第五次全国代表大会。1927年6月至7月任中共湖南省委委员。先赴上海，后赴日本，与党组织脱离关系。1930年代初，回到上海，在法租界居住。后住南京郊区芦席营。抗日战争后，改名熊楚芸，带家眷迁往成都西城将军衙门附近的西胜街，在四川农业改进所作图书管理员。1973年，因病逝世。有子郭鸿。